# Craig Huneke

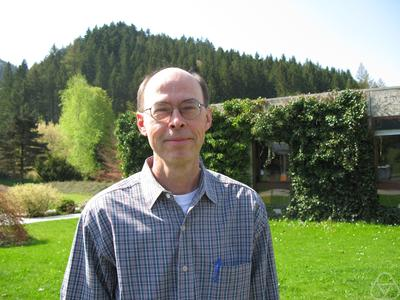
Craig Huneke

Craig L. Huneke (* 27. August 1951 in Norman, Oklahoma) ist ein US-amerikanischer Mathematiker, der sich mit kommutativer Algebra befasst. Er ist Professor an der University of Kansas.
Huneke studierte am Oberlin College mit dem Bachelor-Abschluss 1973 und wurde 1978 an der Yale University bei Nathan Jacobson promoviert (Determinantal Ideals and questions related to factoriality). Als Post-Doktorand war er an der University of Michigan, an der er 1979 Assistant Professor wurde, am Massachusetts Institute of Technology und der Universität Bonn (1980). 1981 wurde er Assistant Professor an der Purdue University, an der er 1984 Associate Professor und 1987 Professor wurde. 1994/95 war er Gastprofessor an der University of Michigan und 1999 am Max-Planck-Institut für Mathematik in Bonn (als Fulbright Scholar). Ab 1999 war er Henry J. Bischoff Professor an der University of Kansas. 2002 war er am MSRI. Seit 2012 ist er Marvin Rosenblum Professor an der Universität von Virginia.
Mit Melvin Hochster und anderen entwickelte er die Theorie des tight closure (straffer Abschluss), bei dem es darum geht, Probleme in der Ringtheorie von Ringen, die Körper enthalten, durch Transport zu Körpern der Charakteristik p zu behandeln, in der man die Frobenius-Abbildung verwenden kann. Er befasste sich mit Linkage Theory, Rees-Algebren, der homologischen Theorie von Moduln über Noetherschen Ringen, lokaler Kohomologie, symbolischen Potenzen von Idealen, Cohen-Macaulay-Ringen und Gorenstein-Ringen, ganzen Abschlüssen und Hilbert-Kunz-Funktionen.
1982 wurde er Forschungsstipendiat der Alfred P. Sloan Foundation (Sloan Research Fellow). Er ist Fellow der American Mathematical Society. Er war Invited Speaker auf dem Internationalen Mathematikerkongress 1990 in Kyoto (Absolute Integral Closure and Big Cohen-Macaulay-Algebras).

## Schriften
- mit Hochster Tightly closed ideals, Bulletin of the American Mathematical Society, Band 18, 1988, S. 45–48
- mit Hochster Tight closure, invariant theory, and the Briançon–Skoda theorem, Journal of the American Mathematical Society, Band 3, 1990, S. 31–116
- mit Hochster: Phantom Homology, Memoirs American Mathematical Society 1993
- Tight closure and its application, American Mathematical Society 1996
- mit Irena Swanson: Integral closure of ideals, rings, and modules, Cambridge University Press 2006
- mit B. Ulrich The structure of linkage, Annals of Mathematics, Band 126, 1987, S. 277–334
- mit Hochster Infinite integral extensions and big Cohen-Macaulay algebras, Annals of Mathematics, Band 135, 1992, S. 53–89
- mit David Eisenbud, W. Vasconcelos Direct methods for primary decomposition, Inventiones Mathematicae, Band 110, 1992, S. 207–236
- Uniform bounds in noetherian rings, Inventiones Mathematicae, Band 107, 1992, S. 203–223
- mit Hochster Comparison of symbolic and ordinary powers of ideals, Inventiones Mathematicae, Band 147, 2002, S. 349–369
- mit D. Eisenbud, B. Ulrich The regularity of Tor and graded Betti numbers, American Journal of Mathematics, Band 128, 2006, S. 573–605